# Barnstorf
Barnstorf là một đô thị thuộc the huyện Diepholz, trong bang Niedersachsen, Đức. Đô thị này có diện tích 52,36 km². Đô thị này có cự ly khoảng 15 km về phía đông bắc của Diepholz.
Barnstorf là thủ phủ của Samtgemeinde ("đô thị tập thể") Barnstorf.